# نهر نورد
نهر نورد ("الشمال") هو نهر مدي قصير غربي في مقاطعة جنوب هولندا، هولندا.

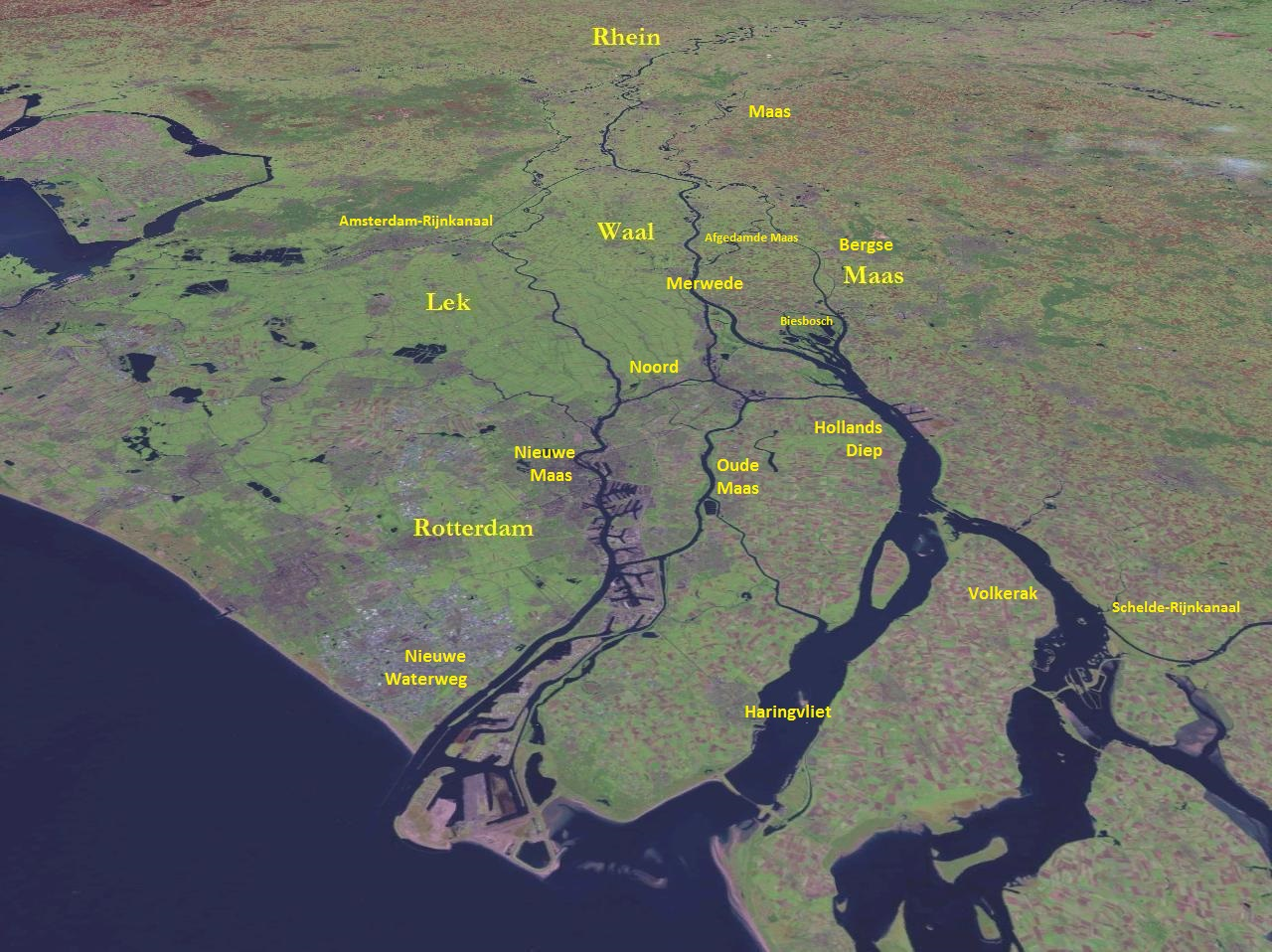
الجزء السفلي من دلتا أنهار الراين-الميز